# Federazione pallavolistica delle Comore
La Federazione comoriana di pallavolo (fra. Fédération comorienne de volley-ball, FCV) è un'organizzazione fondata per governare la pratica della pallavolo nelle Comore.
Organizza il campionato maschile e femminile, e pone sotto la propria egida la nazionale maschile e femminile.
Ha aderito alla FIVB nel 1982.